# 職業訓練指導員 (クレーン科)
職業訓練指導員 (クレーン科)（しょくぎょうくんれんしどういん クレーンか）は、職業訓練指導員免許のうちの1つ。厚生労働省管轄。

## 受験資格
職業訓練指導員免許の受験資格と試験免除を参照。

## 試験科目
学科試験
1. 指導方法（職業訓練原理、教科指導法、訓練生の心理、生活指導及び職業訓練関係法規）
2. 関連学科

- 系基礎学科
  - 機械工学（機械要素、機械一般、建設機械、運搬機械）
  - 電気工学（電気理論、電気機器、配電、電気計器）
  - 応用力学（力、重量、重心及び物の安定、荷重、応力）
  - 安全衛生（安全管理、衛生管理）
  - 関係法規（労働安全衛生法、道路交通法、道路運送車両法）
- 専攻学科
  - 運転法（クレーン等の種類及び構造、運転法、玉掛け及び合図）
  - 点検整備法（点検法、調整法、整備法）

実技試験
1. クレーン運転整備
2. 玉掛け